# 觀自在王院跡

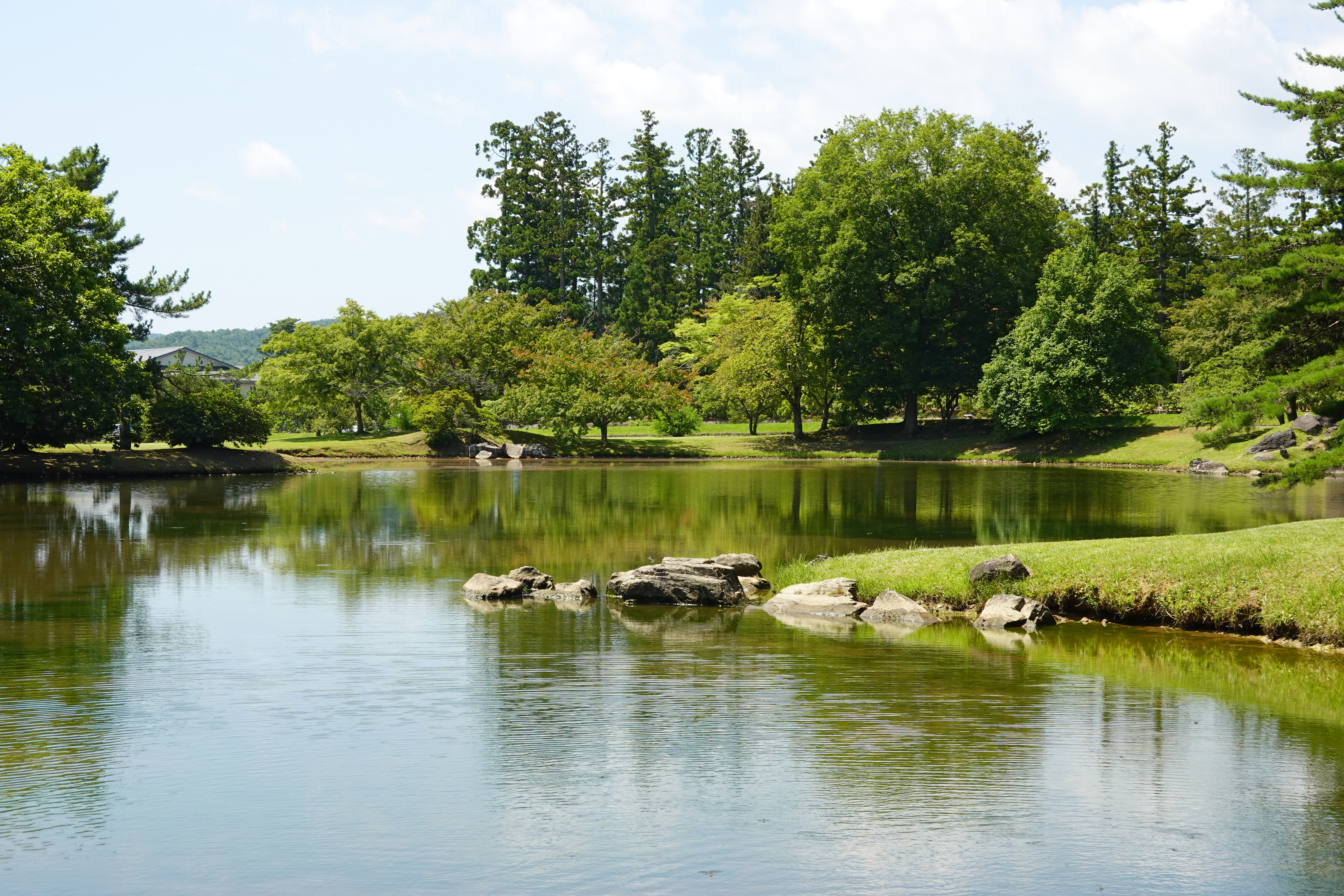
舞鶴池

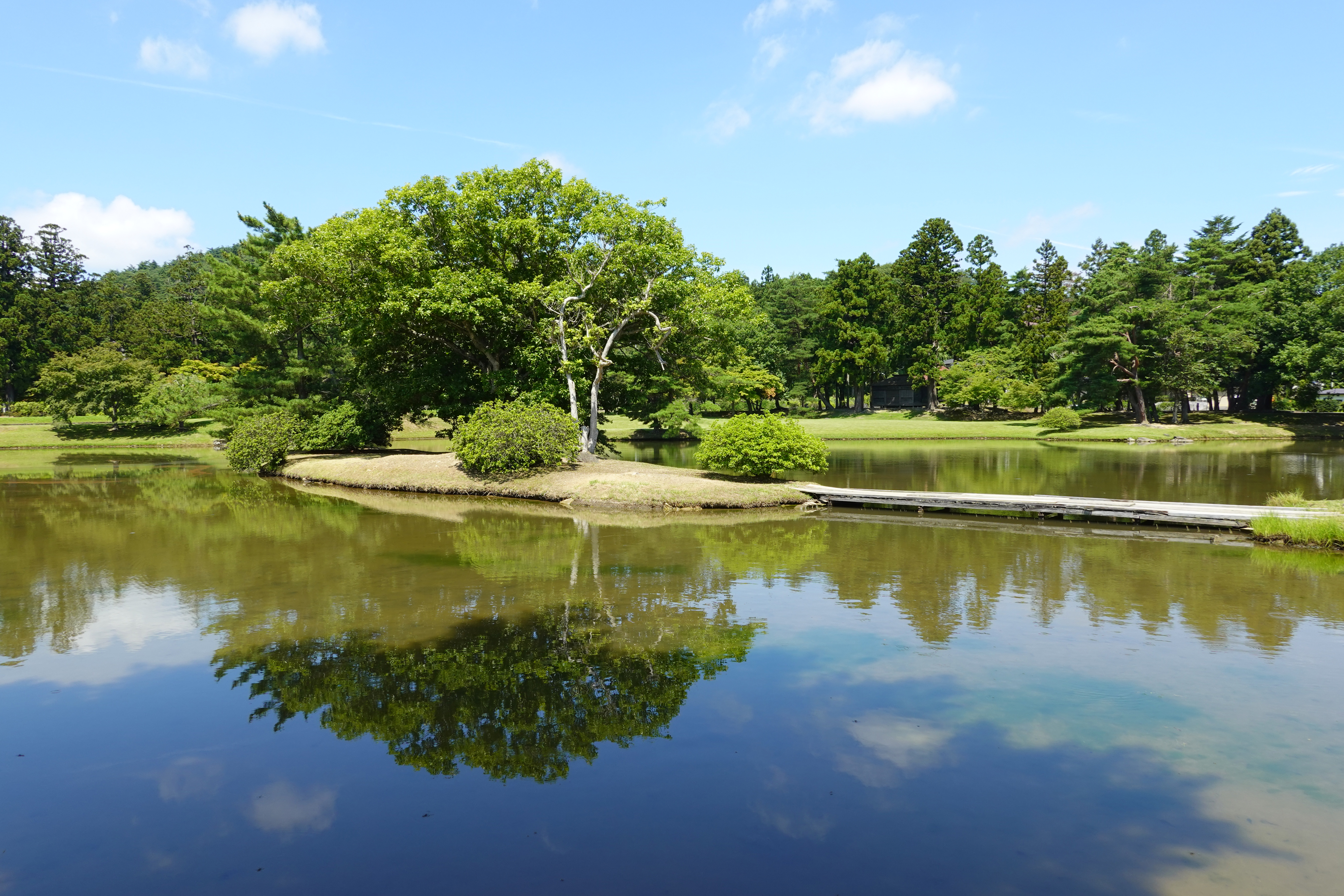
中島

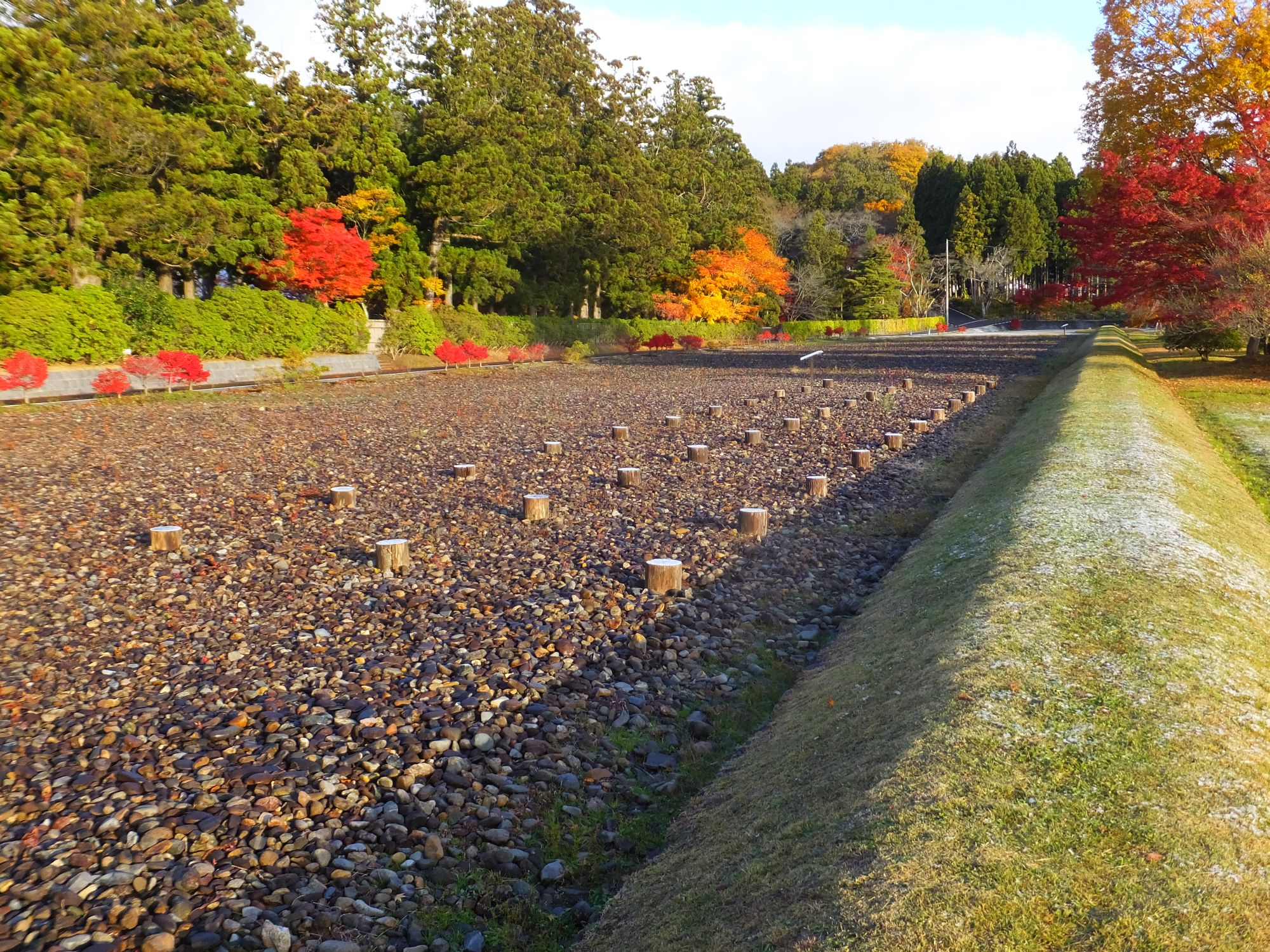
土壘及車宿遺跡

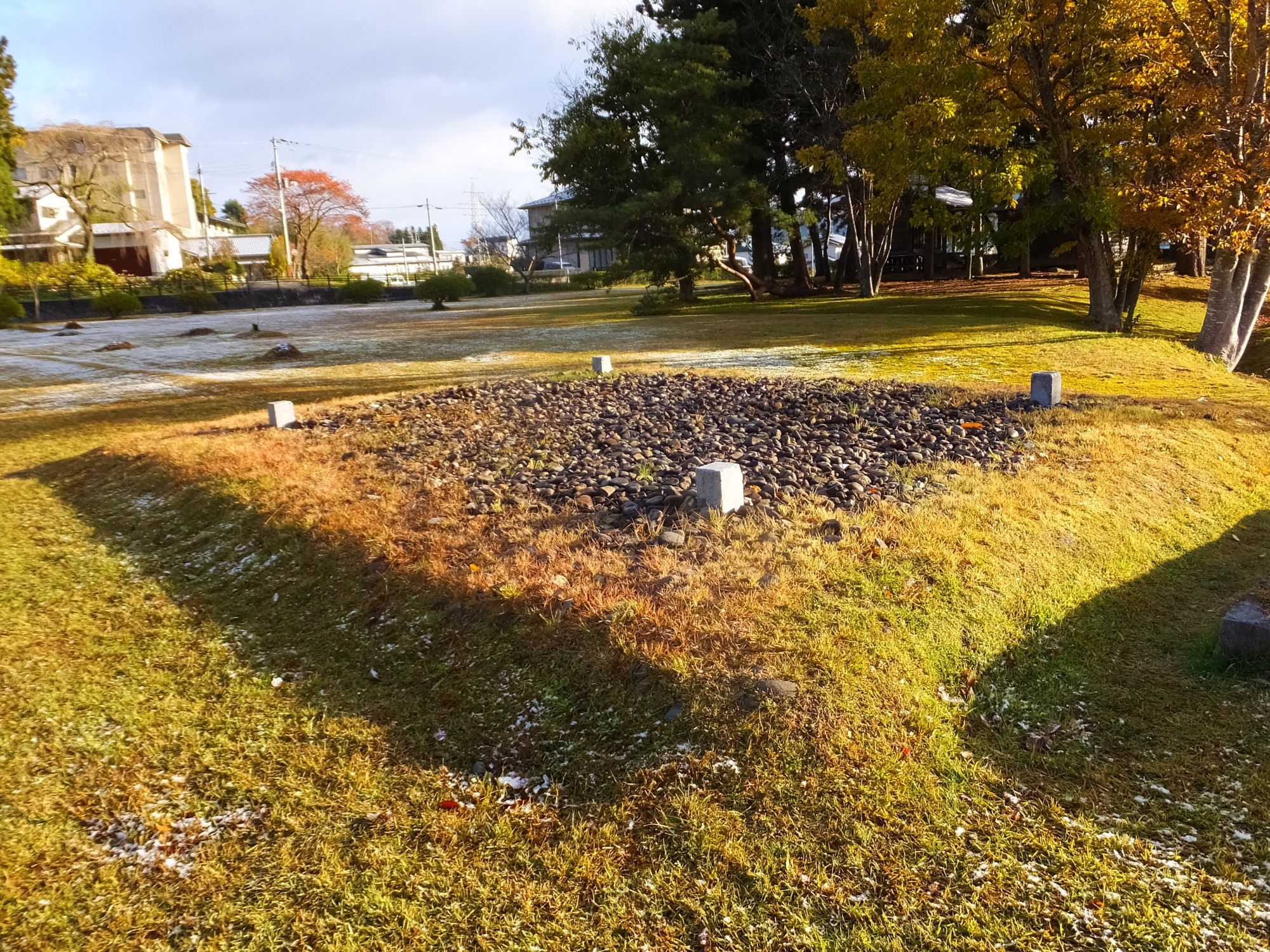
西門遺跡

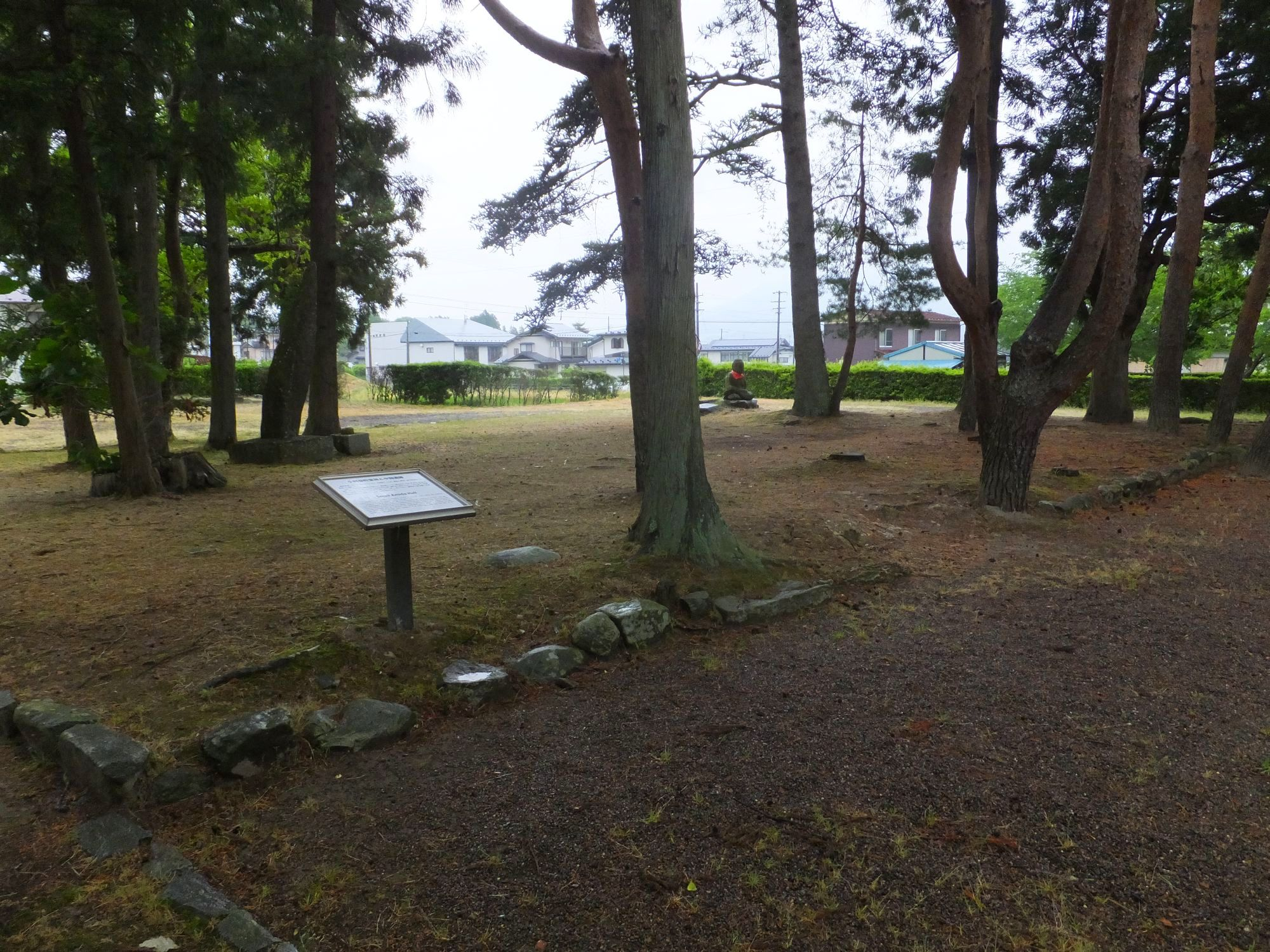
小阿彌陀堂遺跡

觀自在王院跡（日语：／ Kan Ji Zai Ōn In Ato），是座位於日本岩手縣平泉町的寺院遺跡，由藤原基衡之妻（安倍宗任之女）建立。
其境內遺跡是國指定特別史跡「毛越寺境内附鎮守社跡」（日语： Mō Tsū Ji Kē Dai Tsuketari Chin Ju Sha Ato）的一部分，庭園則為國指定名勝「舊觀自在王院庭園」（日语： Kyū Kan Ji Zai Ōn In Tē En）。平成二十三年（2011年）6月26日，聯合國教科文組織指定登錄為世界遺產「平泉—象徵著佛教淨土的廟宇、園林與考古遺址」構成資產之一部分。

## 概要
觀自在王院與毛越寺鄰接，於文治五年（1189年）以後荒廢，被開墾為水田。
占地面積約長260公尺、寬160公尺，寺院為南北向延伸，北部建有兩座阿彌陀堂，中央部位為庭園水池。昭和四十八年（1973年）至五十一年（1976年）間於該寺域內發掘並復原了平安時代末期的庭園，是為數稀少的平安時代庭園遺跡建築。

## 文化財

### 特別史跡
- 毛越寺境内附鎮守社跡：大正十一年（1922年）10月12日指定為史跡。昭和二十七年（1952年）11月22日、變更指定為特別史跡。平成十七年（2005年）7月14日，追加指定及變更名稱。[2]

### 名勝
- 舊観自在王院庭園：2005年（平成17年）3月2日指定為名勝。[3]

### 世界遺産
- 平成二十三年（2011年）6月26日登録「平泉—象徵著佛教淨土的廟宇、園林與考古遺址」。[4]

## 外部連結
- 平泉的文化遺產 （页面存档备份，存于）
- 毛越寺關聯史跡 （页面存档备份，存于）
- 岩手縣觀光門戶網站
- 平泉觀光協會 （页面存档备份，存于）

38°59′17″N 141°6′37″E / 38.98806°N 141.11028°E